# چلنگ ۲۰۴۰
سیارک ۲۰۴۰ (به انگلیسی: 2040 Chalonge، نامگذاری:1974HA) دو هزار و چهلمین سیارک کشف شده‌است که در ۱۹ آوریل ۱۹۷۴ کشف شد.
قدر مطلق سیارک برابر ۱۱٫۱۰ است.